# بورخا غارسيا (سائق سيارة سباق)
بورخا غارسيا (بالإسبانية: Borja García)‏ (و. 1982  م) هو سائق سيارة سباق إسباني، ولد في بلنسية.

## روابط خارجية
- بورخا غارسيا على موقع Racing-Reference.info (الإنجليزية)
- بورخا غارسيا على موقع DriverDB.com (الإنجليزية)